# Алабутала
Алабутала (каз. Алаботалы) — село в Фёдоровском районе Костанайской области Казахстана. Входит в состав Камышинского сельского округа. Код КАТО — 396845200.

## Население
В 1999 году население села составляло 185 человек (85 мужчин и 100 женщин). По данным переписи 2009 года, в селе проживало 167 человек (76 мужчин и 91 женщина). По данным переписи 2021 года, в селе проживало 146 человек (65 мужчин и 81 женщина).